# Школа на естественото право
Школата на естественото право или Естественоправната школа е предимно френска и философска. Под естественоправна школа често се разбират теоретичните разработки на идеологията на правото през 18 век – по време на Просвещението. Естественоправната концепция е израз на индивидуализма.
Класическата естественоправна школа води началото си от 17 век, а за неин създател се сочи Хуго Гроций. Той се смята и за създател на понятието за международно право (чрез съчинението си „За войната и мира“) във връзка с теорията за суверенитета.
През 18 век естественото право се свързва с Имануел Кант, понеже Рудолф Щамел пригодява философията на Кант за нуждите на правото.
Естественоправниците развиват и обосновават представата, че правото се корени в природата, в същността на човека, и е плод на неговия разум (ratio). Естественоправниците са рационалисти, и като такива ги вълнува главно въпросът за теоретичното решаване на проблема за справедливост и равенство в правото. Те разглеждат правото като дуалистично по своята природа, при което водещата роля е на естественото право пред писаното. Ако писаното човешко право противоречи на императивите на естественото право, то такова право не бива да се изпълнява, да се спазва, разсъждават и пропагандират естественоправниците. Те развиват на тази основа и учението за гражданското неподчинение, чиито корени могат да се търсят още по времето на Развитото средновековие и последвалото противопоставяне при Реформацията на светската власт срещу църквата с нейната схоластика на Тома Аквински.
Като предтечи на естественоправниците се сочат още мислителите Томас Хобс и Барух Спиноза, последвани от Джон Лок и Шарл дьо Монтескьо.
След Френската революция, която правнодоктринално се опира на учението за примат на естественото право над позитивното право (в стремежа да си придаде и придобие легитимност) и последвалите я Наполеонови войни, като опозиция на естественоправниците възниква германската историческа школа.

## Видни представители
- Шарл дьо Монтескьо;
- Имануел Кант
- Волтер;
- Жан-Жак Русо;
- Хелвеций;
- Емануел Жозеф;
- Сен-Симон;
- Анри дьо Ребек;